# John Cocke
John Cocke (Charlotte, 30 de maio de 1925 — Condado de Westchester, 16 de julho de 2002) foi um informático estadunidense.
Contribuiu fundamentalmente para a arquitetura de computadores e otimização de compiladores. É frequentemente denominado "pai da arquitetura RISC".

## Biografia
Estudou na Universidade Duke, graduado em 1946 em engenharia mecânica, com doutorado em matemática, em 1953. Foi pesquisador da IBM, de 1956 a 1992.